# Damian Wleklak
Damian Wleklak (* 28. Februar 1976 in Malbork, Polen) ist ein polnischer Handballtrainer und ehemaliger Handballspieler. Wleklak wurde meist auf der Rückraum-Mitte eingesetzt.

## Karriere
Damian Wleklak debütierte für Wybrzeże Gdańsk in der ersten polnischen Liga. Dort gewann er 2000 und 2001 auch seine ersten beiden polnischen Meisterschaften. 2001 wechselte er zum Ligakonkurrenten Wisła Płock, wo er 2002, 2004, 2005 und 2006 vier weitere Meisterschaften sowie 2001 und 2005 den polnischen Pokal gewann. 2007 wurde er vom österreichischen Erstligisten Alpla HC Hard unter Vertrag genommen. Mit den Männern vom Bodensee gewann er 2008 den österreichischen Pokal. Zur Saison 2009/2010 wechselte er zu GWD Minden, wo er einen Zweijahresvertrag unterschrieb. Im November 2010 verletzte sich Wleklak im Spiel gegen die Rhein-Neckar Löwen so schwer an der Schulter, dass er im Dezember operiert werden musste und den für den Rest der Saison 2009/10 ausfiel.
2010 unterschrieb er bei Wybrzeże Gdańsk als Coach. Nach der Saison 2016/17 beendete er seine Trainertätigkeit und wurde Manager bei Wybrzeże Gdańsk.
Damian Wleklak hat über 130 Länderspiele für die polnische Männer-Handballnationalmannschaft bestritten. Bei der Weltmeisterschaft 2007 stieß er mit Polen bis ins Finale vor, wo er allerdings dem deutschen Team unterlag.